# المقطع (زي)
المِقْطَع، المعروف أيضًا باسم الدَرَّاعَة، هي زي تقليدي واسع يُستخدم في العديد من الثقافات العربية. يمتد طولها حتى الكعبين، ويتميز بأكمام طويلة تبدأ واسعة من الكتف ثم تضيق تدريجيًا حتى تصل إلى الرسغ.
يُعتبر هذا الزي رمزًا من رموز الهوية الثقافية، حيث يعكس التقاليد والتراث في المجتمعات العربية، وخاصة في السعودية. يُرتدى المقطع في المناسبات الرسمية والاجتماعية، مما يعكس أهمية الحفاظ على التراث الثقافي في الحياة اليومية. كما يُعتبر جزءًا من الزي اليومي للرجال في بعض المناطق.

## الوصف
المقطع زي واسع يمتد طوله حتى الكعبين، ويتميز بأكمام طويلة تبدأ واسعة من الكتف ثم تضيق تدريجياً حتى تصل إلى الرسغ. يشبه في شكله العام الثوب الرجالي المستخدم حاليًا في المملكة العربية السعودية.

## أجزاء المقطع
يتكون المقطع من عدة أجزاء، وهي:
- البدن: يُقصد به القطعتان الأمامية والخلفية من الثوب، حيث يمثل عرض البدن عرض الأكتاف، وطوله يمتد من الكتف حتى كعب القدم.[3][4]
- البنيقة: هي قطعتي القماش أو النسيج التي توضع على جانبي البدن. تساهم البنيقة في منح المقطع الاتساع اللازم، مما يساعد على حرية الحركة ويخفي تقاطيع الجسم. عادة ما تكون ضيقة في البداية ثم تتسع تدريجيًا نحو النهاية، مما يمنح المقطع الشكل الانسيابي المميز.[5]
- الأكمام: هي أجزاء طويلة من الملابس تبدأ من الكتف وتتميز باتساع مناسب. تتصل الأكمام من تحت الإبط بقطعة مربعة الشكل تُعرف بالتخراصة. تضيق الأكمام تدريجيًا حتى تصل إلى الرسغ، حيث تحتوي على فتحة تُغلق بأزرار لتسهيل إخراج اليد لأداء الوضوء. تُزين أطراف الأكمام بصفوف متوازية من الخيوط المطرزة بألوان زاهية، مما يضيف لمسة جمالية إلى التصميم.[6][7][8]
- التخراصة: هي قطعة صغيرة مربعة الشكل تُركب تحت الإبط، تهدف إلى تسهيل حركة الكم وحماية المنطقة من التمزق، كما تساهم في إضفاء مظهر جمالي على التصميم. تُختار التخراصة عادة من قماش مخالف في لونه وخامته. تتكون التخراصة من مثلثين، أحدهما يمتد إلى الأمام والآخر إلى الخلف، وتُثبت في الزاويتين الناتجتين عن تقاطع خط البنيقة مع الكم من الجهتين الأمامية والخلفية.[9]
- فتحة الرقبة: توجد في أعلى الجزء الأمامي من البدن عند المنتصف، تأخذ فتحات الرقبة أشكالًا متنوعة، منها الدائرية والمربعة.[10]
- المخبأة: تُعرف بالجيب، وهي قطعة مستطيلة الشكل تُركب داخليًا في قطعة الجنب من البنيقة، وغالبًا ما توجد في الجهة اليمنى من المقطع. تستخدم المخبأة لحفظ الأغراض الشخصية.
- الخَبْنَة: هي كسرة داخلية مخفية تعمل بشكل عرضي في منطقة أعلى الركبتين في منتصف المقطع. تضاف خبنة أخرى في الكم، أعلى الذراع، بمحاذاة خياطة الإبط، وذلك لتجنب ظهورها من الخارج والحفاظ على المظهر الجمالي للمقطع.[11][12]

## القماش
يُصنع من أقمشة متنوعة مثل القطن، والحرير والقطيفة. يتميز بتطريزات على منطقة الصدر وحول الرقبة وأطراف الكم، وتُستخدم في صناعة ألوان زاهية مثل الأحمر، والأخضر والأزرق. يُمكن دمج عدة ألوان في الثوب الواحد.

## أنواع المقطع
1. مقطع قز: يُنسب إلى نوعية القماش الحريري الذي تنتجه دودة القز.
2. مقطع الكين: يُنسب إلى قماش الكين الحرير الطبيعي الذي يُستورد من الصين.
3. مقطع قرمز: يُعرف بلونه القرمزي.
4. مقطع هند: يُنسب إلى الهند، وهو المكان الذي يُستورد منه.
5. مقطع قرض الهيل: ينسب إلى التطريز الذي ُطرز على القماش بلون وهيئة حبات الهيل.
6. مقطع المُعَضَّد أو المُتَفَّت: يُنسب إلى تجاور القطع الحريرية في منطقة العضد.[14][15][16]
7. مقطع الزري: يُنسب إلى خيوط الزري المستخدمة في نسيج القماش. يُصنع من الحرير الطبيعي ويُطرز بزخارف نباتية على شكل زهرة الكشمير في الجزء الأمامي. تزداد كثافة التطريز أسفل الصدر بزخرفة السيفين والنخلة، وتحيط بها زخارف نباتية وهندسية. تنتهي الزخرفة بخطوط عريضة تزين نهاية الكم، بحيث يغطي التطريز كافة الخياطات لإضفاء مظهر جمالي على المقطع. تكون التخراصة صغيرة من نفس القماش وتُغطى بغرز التطريز بخيوط الزري الذهبية.[17]
8. مقطع أم عصا: يُصنع من الحرير الطبيعي، ويُعرف بهذا الاسم لأنه يُزين من أعلى أكتاف الأكمام نزولاً إلى أسواره الكم بخيوط الزري على هيئة العصا.[18]

## وصلات خارجية
- الأزياء التقليدية في المنطقة الوسطى (نجد).
- نظرة على اللباس التقليدي للنساء في نجد.
- يوم التأسيس.
- الأزياء الشعبية النسائية (الدراعة): مجلة عين المملكة.
- الزي الشعبي السعودي للنساء: الموسوعة العربية الشاملة.